# Cynometra dauphinensis
Cynometra dauphinensis är en ärtväxtart som beskrevs av Du Puy och Raymond Rabevohitra. Cynometra dauphinensis ingår i släktet Cynometra, och familjen ärtväxter. Inga underarter finns listade i Catalogue of Life.